# Robin Himmelmann
Robin Himmelmann (* 5. Februar 1989 in Moers) ist ein deutscher Fußballtorwart. Er steht aktuell beim Karlsruher SC unter Vertrag.

## Karriere
Himmelmann begann seine Karriere beim SV Scherpenberg, TV Asberg, SV Straelen, VfL Repelen und dem 1. FC Union Solingen, bevor er 2007 in die Jugendabteilung von Rot-Weiss Essen wechselte. Ab 2008 gehörte er dort zum Kader der in der Regionalliga West spielenden ersten Mannschaft. Nach der Insolvenz von Rot-Weiss Essen im Sommer 2010 wechselte er zum FC Schalke 04, mit dessen zweiter Mannschaft er ebenfalls in der Regionalliga West spielte.
Im Juli 2012 unterschrieb er einen zwei Jahre gültigen Vertrag beim FC St. Pauli. Dieser wurde im Januar 2014 bis Ende Juni 2016 verlängert. Beim FC St. Pauli bestritt er am 19. Mai 2013 beim Auswärtsspiel gegen den 1. FC Kaiserslautern (2:1) auch seinen ersten Einsatz in der 2. Bundesliga. Zur Rückrunde der Saison 2014/15 wurde Himmelmann zur Nummer 1 erklärt und löste damit Philipp Tschauner ab, der bis dahin die Nummer 1 war.
Nachdem Himmelmann in der Saison 2020/21 seinen Stammplatz verloren hatte, einigte er sich mit dem Verein Mitte Januar 2021 auf eine Vertragsauflösung. Anfang Februar 2021 unterschrieb er beim belgischen Erstdivisionär KAS Eupen einen Vertrag für den Rest der Saison 2020/21. Nachdem Mitte Juni 2021 die KAS Eupen noch bekannt gegeben hatte, dass der Vertrag nicht verlängert werde, schloss sie Mitte Juli 2021 einen Vertrag für die Saison 2021/22 mit Himmelmann ab.
In dieser Saison bestritt Himmelmann 14 von 34 möglichen Ligaspielen sowie ein Pokalspiel für Eupen. Nach Ende der Saison im April 2022 wurde erneut vom Verein bekanntgegeben, dass er keinen neuen Vertrag erhält.
Am 23. Januar 2023 verpflichtete der Zweitligist Holstein Kiel Himmelmann bis zum 30. Juni 2023 mit der Option auf eine weitere Saison. Ende Januar 2024 schloss sich Himmelmann nach über einem halben Jahr Vereinslosigkeit dem 1. FC Kaiserslautern an. Im folgenden Sommer wechselte er zum Karlsruher SC.

## Sonstiges
In den Jahren 2014 und 2015 testete Himmelmann in Hamburg mehrere Cafés und brachte anschließend mit seiner Lebensgefährtin das Gutscheinbuch Café Glück heraus.